# Todo está encendido
Todo está encendido es el cuarto álbum de estudio de la banda de rock Allison. El nombre del álbum hace referencia al nombre de la banda al español "All-is-on". Además es el primer álbum con Alfie como bajista oficial tras la salida de Manolín.

## Listado de canciones
1. Dualidad'
2. Tú
3. Miedo
4. Rompase el Vidrio en Caso de Emergencia (feat. José Madero Vizcaíno)
5. El Juego
6. Eres Como el Mar
7. Despierta
8. Soy tu Voz
9. El Príncipe
10. Asesino
11. Apocalipsis
12. Vives en Mí

## Créditos
- Erik Canales - Voz, Guitarra
- Abraham Isael Jarquín "Fear" - Guitarra
- Alfredo Percástegui Loeza "Alfie" - Bajo, Coros
- Diego García Stommel - Batería